# Школа Ендерун

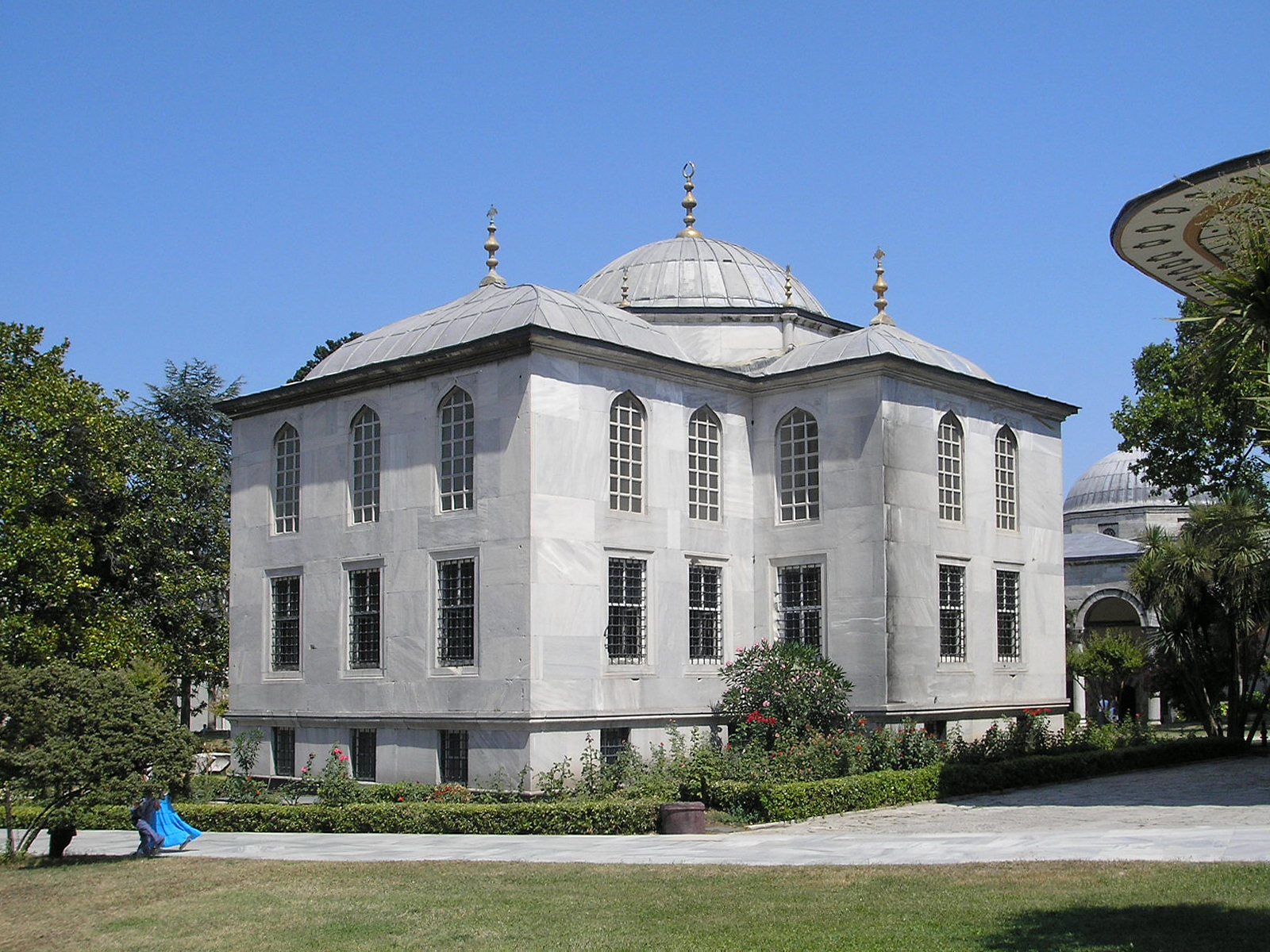
Неокласична бібліотека Ендеруна

Школа Ендерун (османська турецька мова : اندرون مکتب, Ендерюн Мектебі) — палацова школа та інтернат, здебільшого для яничарів Османської імперії, яка в першу чергу набирала учнів через спеціальну систему відбору девшірме  —систему ісламізації християнських дітей для служіння Османському уряду на чиновницьких, управлінських та яничарських військових посадах. Протягом століть школа Ендерун була досить успішною у створенні османських державних діячів, працюючи серед різних етнічних груп імперії та надаючи їм спільну мусульманську освіту. Школою керував Османський палац «Внутрішня служба» (Ендерун) і мав як навчальні, так і військові цілі. Очікувалося, що випускники присвятять себе державній службі та не матимуть посилань на нижчі соціальні групи. 
Програма освіти обдарованих шкіл Ендерун вважається першою в світі інституціоналізованою освітою для обдарованих . 

## Історія
Зростання Османської імперії приписувалося і залежало від вибору та освіти державних діячів. Важливою складовою мети Мехмета II було створення спеціальної школи для відбору найкращих молодих людей в межах Імперії та формування їх для уряду. Мехмет II покращив існуючу палацову школу, засновану його батьком Муратом II, і створив в Стамбулі Академію Ендерун (Ендерун). 

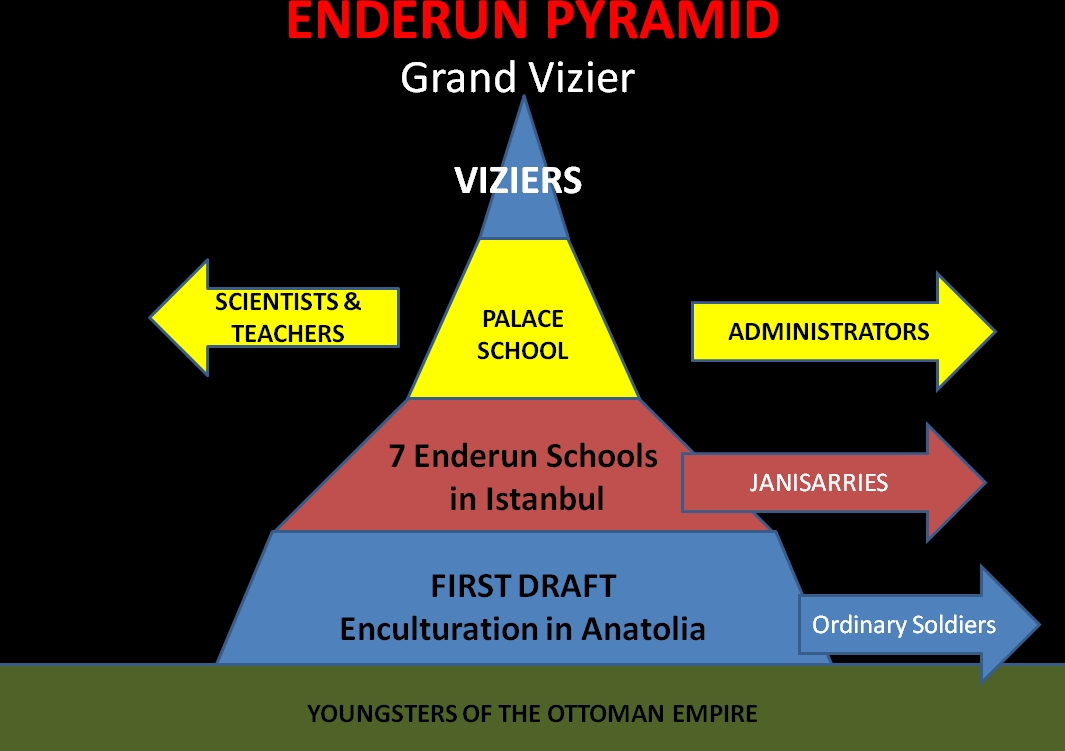
Піраміда Ендерун

## Будинки
Третій двір палацу Топкапі був оточений Імператорською скарбницею, павільйоном Святої Мантії та будівлями Палацової школи, яка виховувала вищий рівень учнів Ендеруна, а також князів Будинку Османа. У Палацовій школі було сім залів або класів, а в кожному залі було 12 вчителів, відповідальних за розумовий та академічний розвиток учнів. Студенти носили спеціальні форми, визначені рівнем досягнень  а додаткові будівлі включають бібліотеку, мечеть, музичні консерваторії, гуртожитки та лазні. 

## Навчальна програма
Система Ендеруна складалася з трьох підготовчих шкіл, розташованих поза межами палацу, крім школи в межах самих палацових стін. За словами Міллера в трьох коледжах Ендеруна було 1000-2000 учнів, а у вищій школі Палацу - близько 300 учнів. Навчальна програма була поділена на п'ять основних підрозділів  . 
- Ісламські науки; включаючи навчання арабської, турецької та перської мов
- Позитивні науки; математика, географія
- Історія, право та адміністрація: звичаї палацу та урядові питання
- Професійне навчання, включаючи мистецтво та музичну освіту
- Фізична підготовка, включаючи озброєння

В кінці шкільної системи Ендерун випускники зможуть розмовляти, читати та писати щонайменше трьома мовами, здатними будуть зрозуміти новітні досягнення науки, мати принаймні ремесло чи мистецтво, а також досконало володіти навичками в армійському командуванні і у близьких бойових мистецтвах. 

## Градації
Церемонія випуску студентів, які покинули школу Ендерун, була відома як виникнення.  Самих випускників називали çıkma.   Слово çıkma літературне означає «хто вийшов». Пажі покидали Палацову школу та палацову службу, щоб продовжити навчання в функціональній службі.  Цей "перехід" відбувався кожні два-сім років, або після вступу нового султана на престол. 
Успішних випускників було розподілено відповідно до їхніх здібностей на дві основні посади: урядову чи наукову  а тих, хто не зміг просунутись, призначали на військові посади. Однією з найбільш характерних властивостей школи була її система заслуг, що складається з ретельно оцінених нагород та відповідних покарань. 